# Afganistan na Letnich Igrzyskach Olimpijskich 2008
Afganistan na Letnich Igrzyskach Olimpijskich 2008 reprezentowało 4 zawodników – 3 mężczyzn i 1 kobieta.
Był to 12. start Afganistanu na letnich igrzyskach olimpijskich (poprzednie to 1936, 1948, 1956, 1960, 1964, 1968, 1972, 1980, 1988, 1996, 2004).

## Reprezentanci

### Lekkoatletyka
- 100 metrów kobiet: Robina Muqimyar – odpadła w eliminacjach (14,80 s – 85. czas)
- 100 metrów mężczyzn: Massoud Azizi – odpadł w eliminacjach (11,45 s – 76. czas)

### Taekwondo
- turniej mężczyzn: Nesar Ahmad Bahave – 7. miejsce
- turniej mężczyzn: Rohullah Nikpai – brązowy medal w kategorii 58 kg